# Tribalistas
Tribalistas es un trío musical brasileño compuesto por Marisa Monte, Arnaldo Antunes y Carlinhos Brown.
Antes de surgir Tribalistas, los tres integrantes habían trabajado varias veces juntos en composiciones para sus discos solistas. 
En marzo de 2001, decidieron reunirse en Bahía, compusieron 20 canciones, y en abril del año siguiente grabaron 13 de ellas para la publicación de su primer álbum.
El disco Tribalistas tuvo la particularidad de haber sido realizado de manera muy apresurada debido a los cortos tiempos que poseían los artistas. El álbum fue grabado en trece días, uno por canción.
El álbum vendió más de 1,5 millones de copias solamente en Brasil. En total, fueron vendidas más de 2,1 millones de copias. Recibió cinco nominaciones al Grammy Latino en 2003, ganando uno. Algunas canciones del CD y DVD fueron remasterizadas y tuvieron mucho éxito en Europa.
El trío decidió no realizar una gira de conciertos, realizando solo algunas contadas actuaciones en vivo: en el Grammy Latino, en el DVD Ao Vivo no Estúdio (de Arnaldo Antunes) y la tercera vez, abierto al público en el Sarau do Brown. Marisa Monte incluyó algunas canciones del trío en el repertorio de su gira mundial "Universo Particular" y en su gira "Verdade, Uma Ilusão" que también tuvo éxito a nivel internacional.
El trío se volvería a juntar en 2017 para publicar un nuevo disco con canciones nuevas, llamado Tribalistas, como su primer álbum.

## Tribalistas, el álbum
Tribalistas es el primer álbum que publicó el trío y está compuesto por trece canciones:
1. Carnavália
2. Um a um
3. Velha infância
4. Passe em casa
5. O amor é feio
6. É você
7. Carnalismo
8. Mary cristo
9. Anjo da guarda
10. Lá de longe
11. Pecado é lhe deixar de molho
12. Já sei namorar
13. Tribalistas

El disco fue grabado en abril del 2002 en secreto en la casa que posee Marisa Monte en la ciudad de Río de Janeiro. Se lanzó a la venta en Brasil en 2002 y en el resto del mundo al año siguiente. Vendió más de un millón de copias, tan sólo en Brasil, teniendo gran aceptación en Europa. Recibió 5 Grammys de música latina en 2003 y un premio de música mundial de la BBC en 2004. 
El álbum en formato DVD incluye videos de la grabación de algunas canciones del disco y diálogos y entrevistas con los tres músicos en el estudio.

## Regresando al estudio
El trío Tribalistas sacó un nuevo disco en agosto de 2017, quince años después de su primer disco, titulado igual que el primero, Tribalistas.
Listado de canciones:
1. Lá de longe
2. Diáspora
3. Um Só
4. Fora da memória
5. Aliança
6. Trabalivre
7. Baião do mundo
8. Ânima
9. Feliz e saudável
10. Lutar e vencer
11. Os peixinhos

## Premios
| Año  | Premio                               | Categoría                                      | Trabajo                                      | Resultado |
| ---- | ------------------------------------ | ---------------------------------------------- | -------------------------------------------- | --------- |
| 2002 | APCA                                 | "Mejor CD"                                     | "Tribalistas"                                | Ganó      |
| 2002 | Troféu Imprensa                      | "Mejor Grupo"                                  | "Tribalistas"                                | Ganó      |
| 2002 | Troféu Imprensa                      | "Mejor Música"                                 | "Já Sei Namorar"                             | Ganó      |
| 2003 | Grammy Latino                        | "Grabación del Año"                            | "Já Sei Namorar"                             | Nominados |
| 2003 | Grammy Latino                        | "Mejor Canción Brasileña"                      | "Já Sei Namorar"                             | Nominados |
| 2003 | Grammy Latino                        | "Álbum del Año"                                | "Tribalistas"                                | Nominados |
| 2003 | Grammy Latino                        | "Mejor Ingeniería de Grabación para un Álbum " | "William Jr., Antoine Midani & Alê Siqueira" | Nominados |
| 2003 | Grammy Latino                        | "Mejor Álbum Pop Contemporáneo Brasileño"      | "Tribalistas"                                | Ganó      |
| 2003 | EMI Portugal                         | "CD Más Vendido en la Historia de EMI"         | "Tribalistas"                                | Ganó      |
| 2003 | Festivalbar                          | "Premio Internacional"                         | "Tribalistas"                                | Ganó      |
| 2003 | Italian Music Awards                 | "Artista Revelación"                           | "Tribalistas"                                | Ganó      |
| 2003 | Premio Amigo                         | "Mejor Álbum Latino"                           | "Tribalistas"                                | Ganó      |
| 2003 | Premio Austregésilo de Athaide       | "Mejor CD"                                     | "Tribalistas"                                | Ganó      |
| 2003 | Premio Multishow de Música Brasileña | "Mejor CD"                                     | "Tribalistas"                                | Ganó      |
| 2003 | "Mejor DVD"                          |                                                | "Tribalistas"                                | Ganó      |
| 2003 | "Mejor Música"                       | "Já Sei Namorar"                               |                                              | Ganó      |
| 2003 | Premio Ondas                         | "Mejor Grupo Latino"                           | "Tribalistas"                                | Ganó      |
| 2003 | Premio TIM                           | "Mejor Grupo MPB"                              | "Tribalistas"                                | Ganó      |